# Зої Перрі
Зо́ї Пе́ррі (англ. Zoe Perry; нар. 26 вересня 1983) — американська актриса. Вона з'явилася в ролі молодої Мері Купер у ситкомі CBS «Юний Шелдон». Цю роль вона фактично успадкувала від матері Лорі Меткалф, яка грала літню Мері Купер у серіалі-попереднику «Теорія великого вибуху». Також вона з'являлася у серіалах «Сімейство» і «Скандал».

## Раннє життя
Перрі народилася в Чикаго в сім'ї акторів Лорі Меткалф і Джеффа Перрі.  Її першими телевізійними ролями були дві появи в ролі Джекі Харріс у ситкомі ABC «Розанна», персонаж якої зобразила її мати. Однак її батьки не хотіли, щоб вона займалася акторською майстерністю, поки вона не стане дорослою, побоюючись впливу стресу. Перрі сказала, що вона була надто сором'язлива, щоб грати в середній школі, але почала виступати в Північно-Західному університеті, щоб знайти друзів після переведення з Бостонського університету.

## Кар'єра
Після закінчення навчання Перрі переїхала до Нью-Йорка, щоб шукати роботу на телебаченні, отримавши невеликі ролі в таких серіалах, як «Закон і порядок: Злочинні наміри», але туга повернула її до Каліфорнії, де вона знайшла роботу в театрі.  У 2013 році разом зі своєю матір'ю вона виступала в The Other Place на Бродвеї. У 2015 році вона зіграла разом зі своїм батьком і Кевіном МакКіддом у драмі Юджина О'Ніла «Анна Крісті», яка отримала Пулітцерівську премію, в Odyssey Theatre Ensemble у Західному Лос-Анджелесі.
У 2016 році Перрі з'явилася в дев'яти епізодах трилеру ABC «Сім'я». У 2017 році вона зіграла постійну роль у політичному трилері ABC «Скандал», де знявся її батько. Того ж року її взяли на роль молодої Мері Купер (матері Шелдона Купера) у серіалі «Юний Шелдон», приквел ситкому CBS «Теорія великого вибуху». Попри її родинний зв'язок, вона отримала роль через загальне прослуховування.

## Фільмографія

### Фільми
| Рік  | Назва                    | Роль          |
| ---- | ------------------------ | ------------- |
| 2005 | Allegretto '75           | Мередіт Брукс |
| 2008 | Список контактів         | Секретар #1   |
| 2008 | Втрата діаманта «Сльоза» | Матильда      |
| 2011 | Чаша для індички         | Зої           |
| 2014 | Cotton                   | Максін        |
| 2016 | Без оплати, нагота       | Рені          |

### Телебачення
| Рік              | Назва                            | Роль                      | Примітки                                 |
| ---------------- | -------------------------------- | ------------------------- | ---------------------------------------- |
| 1992, 1995       | Розанна                          | Молода Джекі              | 2 епізоди                                |
| 2006             | Закон і порядок: Злочинні наміри | Венді                     | Епізод: «Vacancy»                        |
| 2006             | Переконання                      | Одрі Ноулз                | 2 эпизоди                                |
| 2006, 2008, 2010 | Моя команда                      | Офіціантка                | 4 эпизоди                                |
| 2007             | Мертва справа                    | Мелінда Леві '82          | Епізод «Justice»                         |
| 2008             | Приватна практика                | Ліза                      | Епізод «Equal & Opposite»                |
| 2009             | Ave 43                           | Джанет                    | 2 эпізоди                                |
| 2012             | Анатомія Грей                    | Кеті Нунан                | Епізод «Beautiful Doom»                  |
| 2013             | Другий постріл                   | Крістал Мансон            | Епізод «If It Ain’t Fix, Don’t Break It» |
| 2016             | Сімейство                        | Джен                      | 9 епізодів                               |
| 2016             | NCIS: Полювання на вбивць        | Поліціянтка Крістен Філдс | 2 епізода                                |
| 2017             | Лів і Медді                      | Марлоу                    | Епізод «Tiny House-A-Rooney»             |
| 2017             | Скандал                          | Саманта Рутланд           | 9 эпизодов                               |
| 2017—2023        | Юний Шелдон                      | Мері Купер                | Головна роль                             |

### Театр
| Рік       | Назва                       | Роль           | Організатор                 |
| --------- | --------------------------- | -------------- | --------------------------- |
| 1992      | My Thing of Love            | Відсутня       | Steppenwolf Theatre Company |
| 1998      | Pot Mom                     | Лоррейн        | Steppenwolf Theatre Company |
| 2006      | The Late Christopher Bean   | Сьюзан Хаггетт | The Actors Company Theatre  |
| 2010      | The Lieutenant of Inishmore | Мейрід         | Mark Taper Forum            |
| 2010      | The Autumn Garden           | Софі Такерман  | The Antaeus Company         |
| 2011      | End Days                    | Рейчел Стейн   | Odyssey Theatre Ensemble    |
| 2011      | Peace in Our Time           | Ліллі Блейк    | The Antaeus Company         |
| 2012–2013 | The Other Place             | Жінка          | Samuel J. Friedman Theatre  |
| 2013      | Good Television             | Бріттані       | Atlantic Theater Company    |
| 2014      | The Way West                | Манда          | Steppenwolf Theatre Company |
| 2015      | Anna Christie               | Анна           | Odyssey Theatre Ensemble    |
| 2015      | I'll Get You Back Again     | Читець         | Steppenwolf Theatre Company |